# هاتون ریتعی
هاتون ریتعی (به اسپانیایی: Hatun Rit'i) یک کوه در پرو است که در Peru, Huancavelica Region واقع شده‌است. هاتون ریتعی ۴٬۸۰۰ متر بالاتر از سطح دریا واقع شده‌است.